# Marañón (fiume)
Il Marañón o Maragnò è un fiume dell'America meridionale, che scorre interamente in Perù. Lungo circa 1600 km, è uno dei più importanti affluenti dell'alto corso del Rio delle Amazzoni.

## Corso del fiume

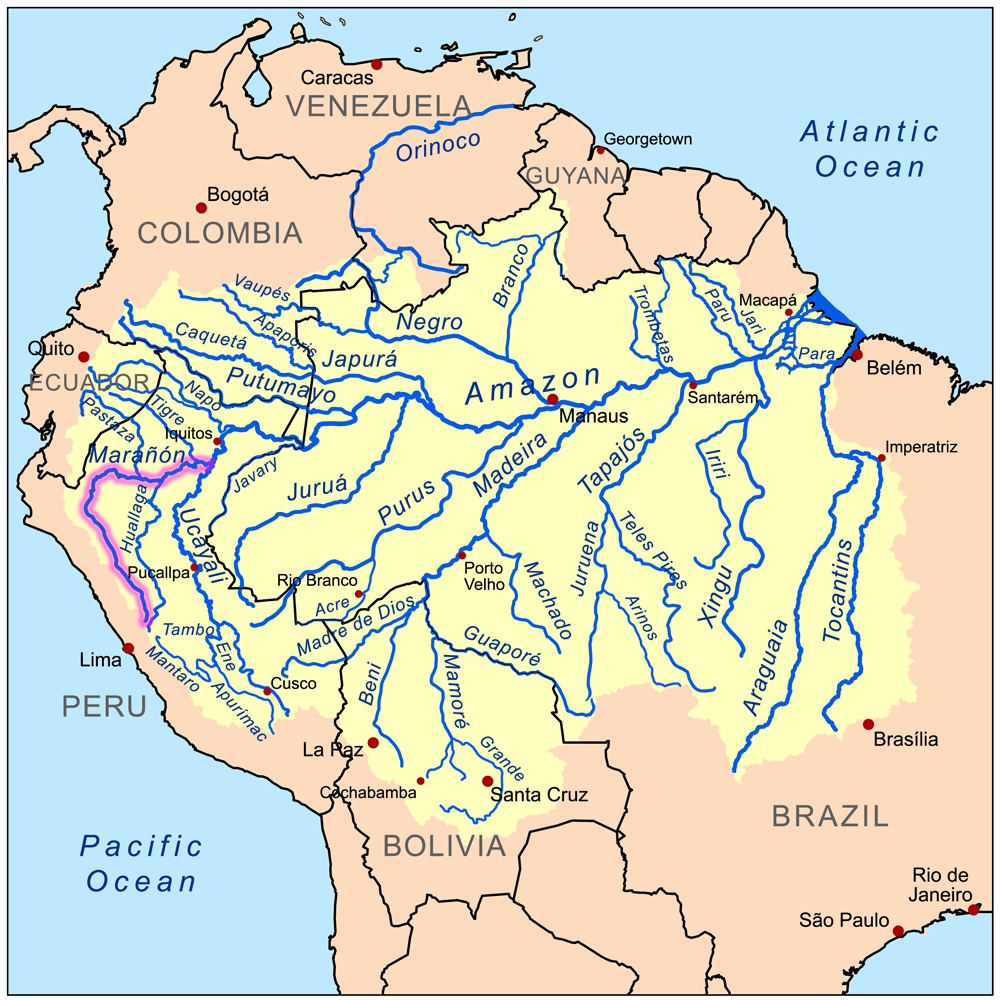
Localizzazione del Marañón nel Bacino amazzonico.

Nasce nella Regione di Huánuco, anche se sul luogo esatto delle sue sorgenti esistono due teorie: la più accettata è quella di Augusto Cárdich, secondo il quale ha le sue sorgenti sono a circa 5.800 m s.l.m. sul ghiacciaio del Nevado de Yapura, nella Cordillera Raura, Perù orientale, circa 160 km a nord est di Lima. L'altra teoria, di Antonio Raimondi, afferma che nasca dai ghiacciai della Cordillera Huayhuash.
Scorre in una profonda valle andina in direzione nordest lungo la base est della Cordigliera delle Ande, poi fa una grande curva e attraversa le Ande interne fino
al Pongo de Manseriche dove comincia a scorrere in pianura.
Quando il Marañón incontra il Río Ucayali, ufficialmente nasce il Rio delle Amazzoni.
A causa della sua grande quantità di rapide e cascate, il fiume non è mai diventato una via di trasporto commerciale. Lungo il percorso del fiume inoltre si trovano numerosi canyon detti pongos.
Nel punto dove fa la sua grande curva il fiume incontra il fiume Chinchipe, che nasce in Ecuador.
Subito dopo le montagne si stringono attorno al fiume formando stretti pongos per 63 km dove, presso molti vortici, ci sono almeno 35 rapide. La serie conclude con tre cascate appena prima di ricevere le acque del Rio Imasa (o anche detto Chunchunga).
E proprio vicino alla foce dell'Imasa Charles Marie de La Condamine si imbarcò nel XVIII secolo per scendere il Rio delle Amazzoni. In questa regione il livello generale del terreno comincia a calare con solo poche montagne che di quando in quando firmano dei pongos in miniatura. In questa zona vive la tribù indigena detta Aguaruna.
L'ultimo grande pongo del Marañon è chiamato Pongo de Manseriche, lungo quasi 5 km, subito sotto la foce del Rio Santiago e prima della vecchia missione abbandonata di Borja. In questo canyon il Marañon può anche scorrere alla velocità di 21 km/h.
Lungo il corso del fiume vivono i Maina, un gruppo etnico o un gruppo tribale, noto per essere stata la prima tribù dell'alta Amazzonia ad essere stati evangelizzati dalla Chiesa Cattolica.
Dopo aver passato il Pongo di Huaracayo (o Guaracayo), le colline gradualmente scompaiono e per quasi 40 km il fiume è pieno di isole e dai suoi banchi si vede solo un'immensa foresta pianeggiante: l'Amazonia Peruviana. Qua vivono le tribù degli Urarina, i Candoshi e i Cocama-Cocamilla.

## Affluenti
Lungo il suo corso gli affluenti più importanti sono:
- Crisnejas
- Chamayo
- Cenepa
- Santiago
- Morona
- Pastaza
- Huallaga
- Tigre
- Utcubamba

## Curiosità
La serpiente de oro (1935), una novella di Ciro Alegría, uno dei più importanti scrittori peruviani, è ambientata lungo il corso del Rio Marañon.